# The Original Bootleg Series from the Manticore Vaults: Volume One
The Original Bootleg Series from the Manticore Vaults: Volume One è un album live del gruppo progressive Emerson, Lake & Palmer.

## Volume One

### Disco Uno
“Stomping Encore.“ Gaelic Park, NY : 1º settembre 1971 (2 CD set)
Disc One.
1. The Barbarian (Keith Emerson, Greg Lake, Béla Bartók)
2. Take A Pebble: a. Take a Pebble (Lake), b. Piano Variations (Emerson), c. Take a Pebble(Conclusion) (Lake)
3. Tarkus: a. Eruption (Emerson), b. Stones of Years (Emerson), c. Ionoclast (Emerson), d. Mass (Emerson), e. Manticore (Emerson), f. The Battlefield (Lake), g. Aquatarkus (Emerson)

### Disco Due
“Stomping Encore.“ Gaelic Park, NY : 1º settembre 1971 (2 CD set) Disc Two.
1. Knife Edge (Emerson, Lake, Fraser, Leoš Janáček)
2. Rondo (originally by The Nice: Emerson, Brian Davison, Lee Jackson, David O'List)
3. Piano Interlude (including part of Fugue) (Emerson)
4. Hoedown (Aaron Copland, arranged by Emerson, Lake and Carl Palmer)

### Disco Tre
Louisville Town Hall, KT : 21 aprile 1972 (2 CD set) Disc One.
1. Hoedown
2. Tarkus
3. Take a Pebble
4. Lucky man
5. Piano improvisation

### Disco Quattro
Louisville Town Hall, KT : 21 aprile 1972 (2 CD set) Disc Two.
1. Abaddon's Bolero
2. Pictures at an exhibition
3. Nutrocker
4. Rondo

### Disco Cinque
Long Beach Arena, Long Beach, CA : 28 luglio 1972 (2 CD set) Disc One.
1. Tarkus
2. The Endless Enigma
3. Sheriff
4. Take a Pebble

### Disco Sei
Long Beach Arena, Long Beach, CA : 28 luglio 1972 (2 CD set) Disc Two.
1. Take a Pebble (reprise)
2. Pictures at an Exhibition
3. Hoedown
4. Grand Finale

### Disco Sette
Performing Arts Centre, Saratoga, NY  13 August 1972
1. Hoedown
2. Tarkus
3. The Endless Enigma
4. The Sheriff
5. Take a Pebble
6. Pictures at an Exhibition